# Valaurie
Valaurie è un comune francese di 551 abitanti situato nel dipartimento della Drôme della regione dell'Alvernia-Rodano-Alpi.
Dal 2003 è gemellato con il comune italiano di Longare (VI).

## Società

### Evoluzione demografica
Abitanti censiti